# Elektra Records
Elektra Records là một hãng thu âm tại Hoa Kỳ, được Jac Holzman and Paul Rickolt thành lập năm 1950 và trực thuộc tập đoàn Warner Music Group.